# Tourly
Tourly is een gemeente in het Franse departement Oise (regio Hauts-de-France) en telt 194 inwoners (2004). De plaats maakt deel uit van het arrondissement Beauvais.

## Geografie
De oppervlakte van Tourly bedraagt 3,3 km², de bevolkingsdichtheid is 58,8 inwoners per km².
De onderstaande kaart toont de ligging van Tourly met de belangrijkste infrastructuur en aangrenzende gemeenten.

## Demografie
Onderstaande figuur toont het verloop van het inwonertal (bron: INSEE-tellingen).